# Kornis Gáspár (főispán)
Kornis Gáspár (?, 1555 – ?, 1601. augusztus 3.) erdélyi nagybirtokos főnemes, katona és diplomata. Kornis Boldizsár apja.

## Életrajza
1570-ben Báthory István megbízottja volt a lengyel trón ügyében folytatott tárgyalásokon. Báthory Zsigmond erdélyi fejedelemsége alatt a Habsburg-ház mellett és a törökkel való szövetség ellen agitált. 1594-ben Máramaros vármegye főispánja és huszti kapitány. Huszti kapitányként csatát vesztett a Máramarosba betört török-tatár rablóhaddal szemben. 1596-ban Báthory Zsigmond neki adományozta Radnótot. (Innen előneve, „radnóti” is.) 1599-ben Báthori András követe volt a császárnál. Mikor Mihály vajda Báthory András ellen támadt, őt küldték küldték a királyhoz segítséget kérni, ami maga után vonta Básta Györgynek Erdélybe jövetelét. A visszatért Kornist Mihály vajda 1599-ben foglyul ejtette a sellenberki csatában, és 1601-ben katonáival felkoncoltatta.